# 洗錢

將「髒」錢存放入一家服務公司，與合法收入掩蓋（分層），然後整合入資金流，是洗錢常見的形式。

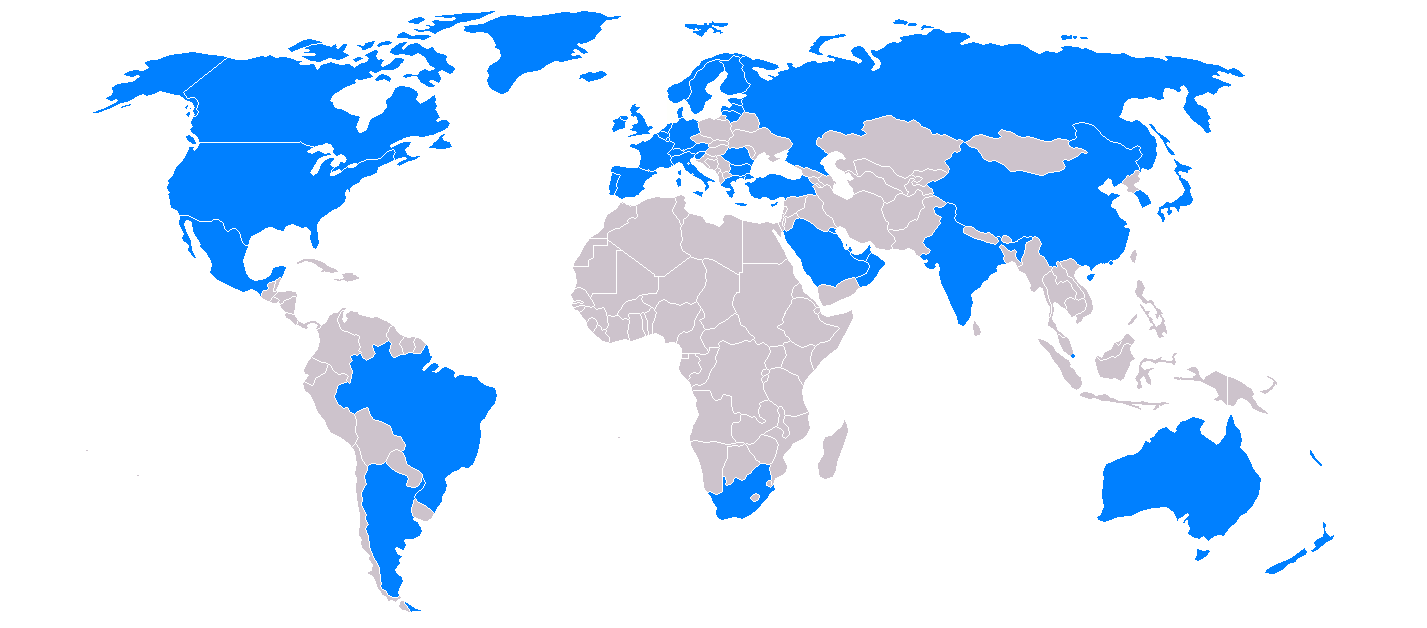
全球防洗黑錢組織成員國

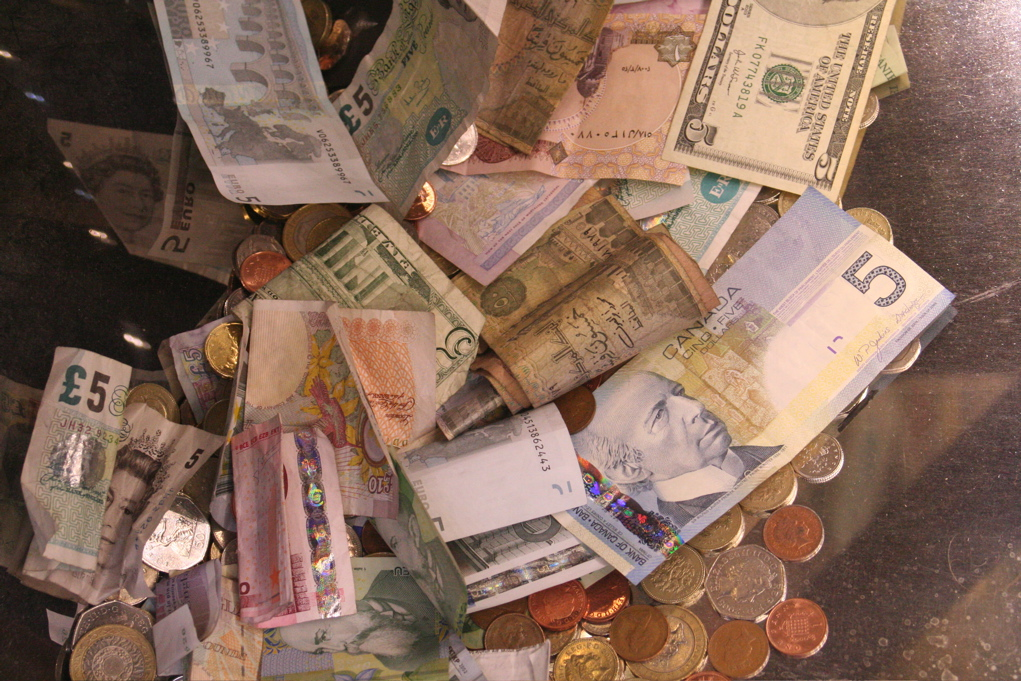
洗黑錢通常透過錢在不同國境、幣別、產業間流動週轉，逐漸變得無法追查而合法化。

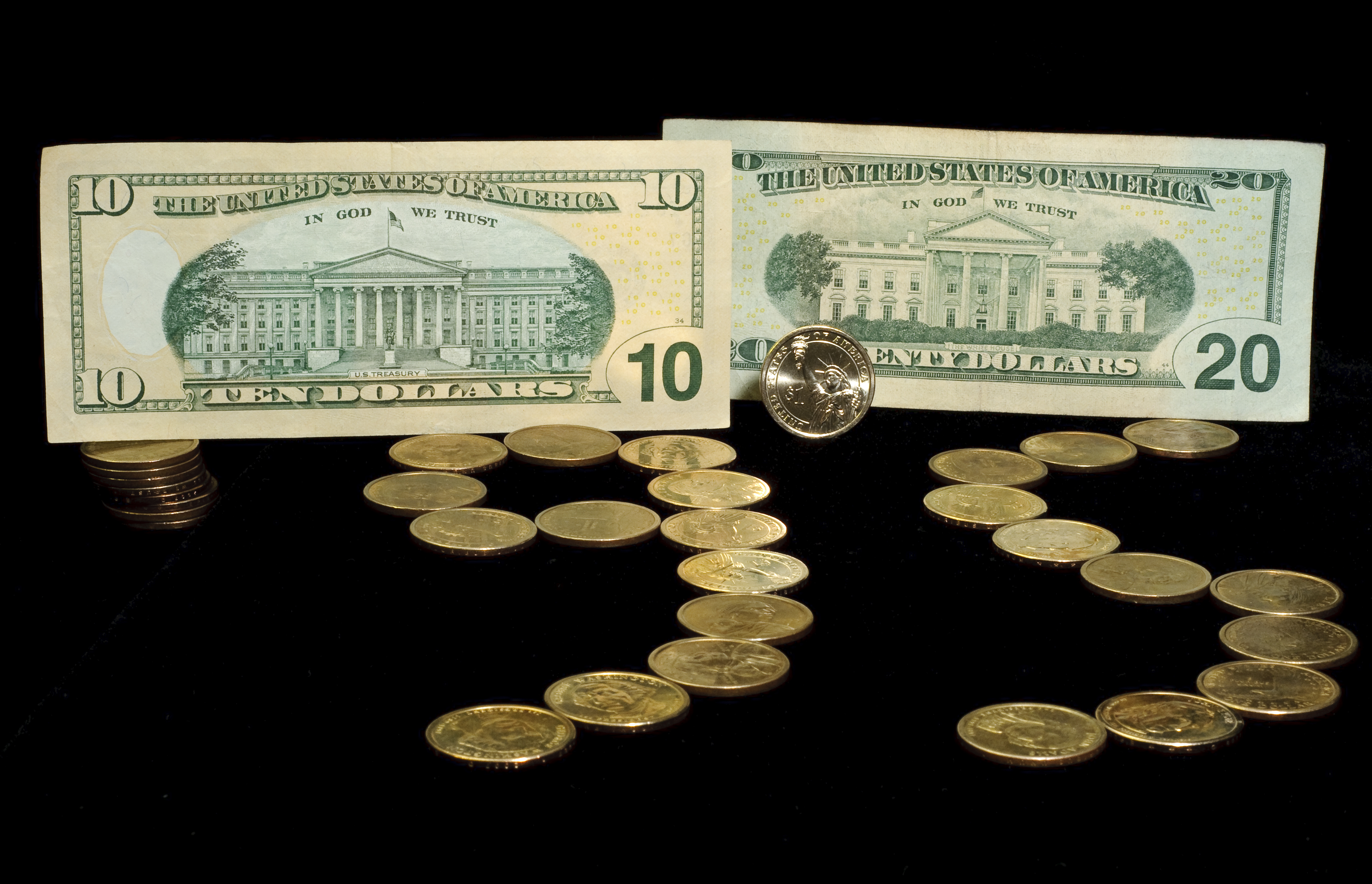
將大鈔化整為零兌為硬幣，逐漸再換回大鈔也是一種手法，过去洗黑錢組織通常會經營一個零售型產業來完成。

洗錢（英語：Money laundering），亦稱洗黑錢、清洗黑錢，或正名为資金洗淨，指將透過犯罪或其他非法手段所獲得的金錢、偽鈔等，經過合法金融作業流程等方法私下操作，最终「洗淨」為看似合法的資金。洗錢常與贪污、贿赂、賭博、诈骗等经济犯罪以及毒品、恐怖活動、武器走私、人口販運、海盜、偷渡等有组织犯罪有所關連，也常透過跨國方式進行。
除了掩蓋犯罪所得，洗錢一詞往往在使用時定義較廣，通常还包含資助恐怖活動，全稱為「洗钱和恐怖融资」（Money Laundering and Financing of Terrorism），意指把資助恐怖活動從一般犯罪獨立出來另外定義。洗黑錢的共同特徵包括高額、不明來歷的金錢在組織及帳戶中間流動，其主要目的是不計成本的清洗或模糊資金的來源地。透過不同國家相關法令及程序以及創造虛假化或實質的經濟活動，以使其資金在相關地區合法。

## 歷史
洗錢一詞的來源為二十世紀初的犯罪者艾爾·卡彭，他因為經營投幣式洗衣店用以合理化犯罪所得，所以後來此種行為便以歷史上此種「用投幣式洗衣機掩蓋犯罪金錢」的行為簡稱做「洗錢」。
除了上述明確的名詞，洗錢行為的歷史在諸多層面都是難以記錄的，主要原因即為洗錢行為本就不會有官方統計資訊，因此，洗錢的歷史需從「反洗錢與反恐怖融資（Anti-Money Laundering and Counter Financing of Terrorism, AML/CFT）」的資料作為反向的歷史映射。目前洗錢防制的代表數據為佔國內生產毛額數據，例如聯合國曾在不同場合概估洗錢規模佔全球GDP比例，例如：「全球每年在國際上流通的洗錢金額約達8,000億至2兆美元不等，占全球GDP的2%至5%」此類的新聞即為一例。
從反洗錢的法規歷史論，最明確提及洗錢者為1970年的美國銀行保密法（Bank Secrecy Act of 1970 (BSA)），與其法案名稱略有差異，BSA旨在規範金融業針對不法金流需有申報的義務。其後，相關的法案陸續出爐，較有代表性的有1988年聯合國禁止非法販運麻醉藥品和精神藥物公約、2001年聯合國打擊跨國有組織犯罪公約；雖然其主旨大致都是防制犯罪，但事實上都有規範針對犯罪背後的金流的防堵原則。
此一防堵原則在目前國際反洗錢標準組織「打擊清洗黑錢財務行動特別組織（FATF）」在1989年成立後獲得系統化的行動來源，其在2012年所發布的「40項建議」和各國執行實體（亞太為APG）即為國際反洗錢與反資恐作業標準，也幾乎確立金融業在洗錢防制的第一線責任。

## 步驟
清洗黑錢的技倆變化多端，而且往往錯綜複雜，但整個過程大致可分為以下三個階段：
1. 存放（處置）Placement：將犯罪得益放進金融體系內。
2. 掩藏（離析、多層化、分層化）Layering：將犯罪得益轉換成另一種形式，並創造多層複雜的金融交易來隱藏資金的勾核線索。例如從現金換成支票、貴重金屬、股票、保險儲蓄、物業等。
3. 整合（融合、整合）Integration：經過不同的掩飾後，將清洗後的財產如合法財產般融入經濟體系。

以上三個階段經常互相重疊，反覆出現，加重追查非法得益及其來源的困難度。
所以實務上的認定，無論是個人或法人，只要資金的使用情形符合上述的態樣，那麼銀行就必需有能力指認這些交易為洗錢。而實際上，洗錢的方式當然不只單純以上三個階段，有可能是三個階段的排列與組合，也有可能因為時間差的關係在某一時間正好僅處在三個階段中的其中第二個。 無論如何，只要有疑慮，銀行就有責任通報，以台灣的實務，所謂通報明確來說就是對法務部調查局通報「疑似洗錢交易申報（Suspicious Activity Report，SAR）」，或「Suspicious Transaction Report，STR」。調查局是國家層級的「金融情報中心」FIU，負責綜整所有犯罪金流相關的情報，並在適當時機與國際合作共享。

## 常見的洗錢手法
洗錢的步驟首先必須以某種名義儲存，然後透過一連串的交易或是轉帳，進入合法名義之下，因為各國政府多半針對洗錢行為有所管制，金融機關會將一定金額（通常由法律規定）以上的交易呈報主管機關，為了逃避監視，其中一種手段是將大筆的金錢分開存入數個以他人名義開設的帳戶，這些帳戶彼此互不相關，之後再透過匯款、開立支票等方式轉入犯罪者的名下，由於每筆交易的金額不大，而且往往還透過跨國方式交易，甚至利用某些國家或地區可以開設保密帳戶或公司之便，使查緝困難，另一種方式是利用假名設立數個公司，將犯罪所得透過這些公司虛假的交易，例如將不值錢的東西以高價販售給另一家公司，最後轉入犯罪者的名下，表面上看起來正當合法，實際上只是為了轉移金錢所做的假交易，也有人直接將金錢購買美術品、古董、不記名債券等高價商品，轉移到犯罪者手上後再伺機脫手換取金錢。
常見的洗錢方法有：
- 旅行支票：海關會對於通關者攜帶的現金要求申報，未申報者超過限制者沒收，但不會對攜帶旅行支票者做金額的限制，重點在於無背書轉讓給第三者，因為支票被存入銀行兌現，最終會回到原發票人的手中。
- 在賭場以代幣間接兌換：在賭場中兌換成代幣，再將代幣直接交付給洗錢的受益人。再由他去將代幣兌換回現金（通常需要5%左右的手續費），在外可聲稱在賭場內賭贏的。這樣可以避免透過紙鈔上的編號直接追查到洗錢的受益人。常用於各國可將代幣兌換回現金的職業賭場。
- 購買已經中獎的彩票或馬票：與銀行勾結，以高價向得主私下購買已得獎的票券，並公開兌換。
- 購買無記名債券或期貨
- 購買古董珠寶或具價值收藏品、高價中古精品：利用低買高賣的假買賣，將錢以合法的交易方式，洗到目的帳號。此方式亦常用於收賄的收錢方式；或購買具價值的古董珠寶或收藏品，再訛稱為自家收藏品在市場上放售，一般會購買沒有記號的物品如文物、郵票或歴史悠久的名廠樂器。或私下購買多部名車，中古私人飛機，珠寶名牌等高價值物轉售。
- 紙上公司的假買賣：用空殼、信用不良、股份公司做假交易、股票投資、償還債務等方式洗錢。
- 購買保險：將大筆金額投保，期間亦可不斷提升保金，轉換保險計劃，待一定年數後取回，屆時可疑的因素已遭淡化。
- 基金會：不肖政客，成立基金會，假捐贈給基金會，誘騙企業捐款，再掏空。企業或財團，利用假捐贈給自己能掌控的基金會，左手搬錢到右手，逃漏所得稅。政客或企業利用賑災名義募款，可是募到的善款私自挪用，或用各種名目扣住善款於私人戶頭。在跨國洗錢活動中，以各地不同慈善名義的基金會中互相轉換款額。
- 跨國多次轉匯與結清舊帳戶：利用轉匯的相關單據有保存期限的漏洞。
- 直接跨國搬運：利用專機或具有海關免驗的身份者，直接把錢搬到外國，常用100美元的紙鈔方式運送。
- 人頭帳戶：由於最怕黑吃黑，怕人頭到銀行聲稱存摺與提款卡與印章丢失，另行申請新的存摺與提款卡并變更印鑑，進行盜領。所以通常用於人頭本身所不知的外國開戶。
- 外幣活存帳戶：使用多次小額存款的方式存入，再到外國提領外幣。俗稱「螞蟻搬家」，常配合「人頭帳戶」使用。
- 跨國交易：常見於無實體商品的產業。利用交易金額造假灌水的方式，先透過合法的方式將金錢匯往外國掮客的帳戶，再透過外國帳戶分錢，分清原本的交易金額、掮客的傭金與原本要洗出去的錢；或利用各地的商品貿易，例如以過高金額購買普通消費品，將大量款項匯到國外賬戶，裝作用以支付買貨款項。反過來亦可將商品高價出售，讓國外的洗錢伙伴將款項匯進國內。
- 地下匯兌：常見於不肖的賣珠寶金飾的銀樓。除了非法兌換外幣以外，甚至可將現金兌換為外國的無記名與背書的支票，供客戶至外國的帳戶存入。
- 跨國企業的資金調度：常見於金融業，銀行或保險業等，常以大批的現金紙鈔進行跨國搬運。例如以麻繩捆綁、紙箱方式搬運。
- 百貨公司的禮券：具有高度的流通性，但由於具有不易兌換回現金的特性，故需有一定的人脈，才方便消化禮券。例如轉賣給各公司的員工福利机构，將禮券做為其各公司員工的节假日獎金方式發放，就這樣把禮券洗到不知情的第三者手中，原禮券持有人則取回接近等值的現金。
- 人頭炒樓：使用人頭購買房地產，向承包商或开发商以市價五至七折買入，以現金支付；然後在短期內快速脫手（例如預售屋在交屋前），獲利約50%－100%。
- 假借貸：常用於收賄或貪污。收錢的人持有對方開立的遠期兌現的本票或支票，即使被查到這張本票或支票，可聲稱為借貸關係；等风头過了或不在其位，沒有明顯的對價關係時，再把本票或支票轉手給第三者，或是扎進銀行兌現。貪污被揭發的人說要還錢，但開立本票或支票，只要沒有兌現，就沒有真正的還錢。
- 偽幣或偽鈔：將偽幣或偽鈔，通過多次小金額消費行為，或是利用自動販賣機找零行為，或是紙鈔兌換成硬幣的機器。將偽幣或偽鈔洗成真錢。
- 黑道：購入價值的毒品販毒、地下槍械等，將贓款轉嫁給他人。
- 比特幣（Bitcoin）等加密貨幣：基於比特幣等加密貨幣的匿名性，且可自由、不記名的產生不同的比特幣錢包，搭配混幣服務，難以追蹤真實身分，是近年來常見的洗錢工具。
- 第三方或者第四方支付平台：部分第三方支付平台存在账户未实名注册、管理不规范等问题，致使一些账号可以在网络上直接买卖，部分平台沦为电信诈骗团伙套取、漂白非法资金的“绿色通道”。诈骗团伙利用第三方支付平台转移赃款和洗钱的手段一般有3种：透過第三方支付平台发行的商户POS机虚构交易套现；将诈骗得手的资金转移到第三方支付平台账户，在线购买游戏点卡、比特币等物品后转卖套现；将赃款在银行账户和第三方支付平台之间多次转账切换，逃避公安追查。[7]
- 慢速代充：以为例，卖家甲以极低折扣吸引想低价充值话费的乙充值，乙的钱到了甲的手上后甲不会立刻把钱交付给运营商，而是抽成一部分后转包给中间商丙，丙（再抽取一部分）在收到来自甲的订单后，通知網路赌场丁，丁的赌场如果正好有人想要充值，那么丙给丁的链接即为乙的话费充值链接，充值成功后，丁给此人给付对应筹码。此过程中丁手上的黑钱就已经成功“洗白”。实际上，此方法适用于所有不能保证当天到账的代充，而不局限于充值话费。[8]

## 外部連結
- 全球洗錢金額 1年至少5,000億美元 （页面存档备份，存于） - 經濟日報 2008-08-21
- 中華民國行政院洗錢防制辦公室 （页面存档备份，存于）